# Alexandre Mikhaïlovitch Tsaliev
 (septembre 2016).
Si vous disposez d'ouvrages ou d'articles de référence ou si vous connaissez des sites web de qualité traitant du thème abordé ici, merci de compléter l'article en donnant les références utiles à sa vérifiabilité et en les liant à la section « Notes et références ».
Alexandre Mikhaïlovitch Tsaliev (en russe : Алексáндр Миха́йлович Цáлиев), né le 5 janvier 1951 à Dur-Dur, région de Digora, est le président de la Cour constitutionnelle de la république d'Ossétie-du-Nord-Alanie depuis 2001. 
Il est professeur, docteur en droit (1993) et juriste émérite de la fédération de Russie (2006).

## Biographie

### Formation
En 1975 il termine ses études avec mention honorable à la faculté de droit de l'université d’État d'Ossétie du Nord dans la spécialité « jurisprudence ». Après le service militaire, en 1976, il est admis à la même université au poste d'assistant de chaire des disciplines juridiques et fait en même temps ses études doctorales à l'université d’État de Leningrad où il soutient sa thèse de candidat en 1981, et plus tard, en 1993, sa thèse de doctorat.

### Activité politique
L'activité publique de A. M. Tsaliev a commencé avec son élection en 1990 au poste de membre du Comité de supervision constitutionnelle de la RSSA d'Ossétie-du-Nord. Ensuite il a occupé le poste de ministre de la Justice de la république d'Ossétie-du-Nord-Alanie (de 1994 à 1998). 
Il a été député au Parlement de la république d'Ossétie-du-Nord-Alanie (de 1999 à 2001) avec l'exécution simultanée de la fonction de vice-président du Comité du Parlement d'Ossétie-du-Nord-Alanie de la législation, de l'égalité et de l'autonomie communale. En même temps il a fait le travail scientifique et pédagogique entièrement lié à l'université d’État de l'Ossétie-du-Nord où il a fait son chemin en commençant assistant pour devenir chef de chaire en droit constitutionnel.
Il a été mis à la tête de la Cour constitutionnelle de la république d'Ossétie-du-Nord-Alanie en juillet 2001 en construisant son fonctionnement depuis la base et en réunissant dans son équipe des professionnels de haute compétence[réf. nécessaire]. À la suite de ces activités, le président de la république d'Ossétie-du-Nord-Alanie Alexandre Dzassokhov lui a décerné en 2004 la qualification supérieure de juge.
Alexandre Tsaliev est l'auteur de plusieurs monographies et de manuels sur les questions de droit constitutionnel, sur l'organisation et le fonctionnement des organes du pouvoir de l’État et des collectivités locales, sur l'égalité et la lutte contre la criminalité. Il présente régulièrement des rapports scientifiques à des conférences aux niveaux régional, national et international, ainsi que dans les médias. Il a publié plus de 300 articles dans des recueils de conférences et dans des revues scientifiques.
Depuis 2005 il est membre du Conseil des juges de la fédération de Russie et depuis 2008 il est membre du Présidium du Conseil des juges de la fédération de Russie.

## Distinctions
Son activité publique et professionnelle a été distinguée maintes fois par la direction de la fédération de Russie et de la république d'Ossétie-du-Nord-Alanie. Il a été décoré de la médaille d'Anatoly Koni en 1995 par le ministre de la Justice de la fédération de Russie, un diplôme d'honneur de la république d'Ossétie du Nord-Alanie lui a été décerné en 1996 par le Président de la République d'Ossétie-du-Nord-Alanie ainsi qu’un diplôme d'honneur du gouvernement de la fédération de Russie en 1997.
Par décret du président de la fédération de Russie, en 1994 Alexandre Tsaliev est passé au grade de conseiller d’État de la justice de troisième classe et en 1997 à celui de conseiller d’État de la justice de deuxième classe. En 2001, par décret du président de la république d'Ossétie-du-Nord-Alanie, Tsaliev est passé au grade de « Maître émérite des sciences de la république d'Ossétie-du-Nord-Alanie » et le 10 avril 2006, par décret du président de la fédération de Russie, au grade honorifique de « juriste émérite de la fédération de Russie ».
Le 27 décembre 2010, par décret du chef de la république d'Ossétie-du-Nord-Alanie, il a été décoré d'une médaille « Pour la gloire de l'Ossétie » pour sa grande contribution personnelle au maintien de la légalité constitutionnelle en république d'Ossétie-du-Nord-Alanie, et le 27 avril 2012 d'une médaille du Conseil des juges de la fédération de Russie et du Département judiciaire auprès de la Cour suprême de la fédération de Russie « Pour service irréprochable ». Le 3 juillet 2014 il a été décoré de l'ordre de l'Amitié par le président de la république d'Ossétie du Sud Leonid Tibilov.